# Gaudêncio Eduardo Carneiro
Gaudêncio Eduardo Carneiro (1847 — 1925) foi um militar do Exército Português, onde atingiu o posto de general, que se distinguiu como dramaturgo e escritor.
Casou com Hermínia de Campos Freitas, sendo filho de ambos, o humorista e cartoonista: Celso Hermínio. Escreveu diversos livros a saber :	
"Um casamento arrojado : comédia original em 1 acto : primeira representação no Teatro do Ginasio de Lisboa / apresenta Gaudencio Carneiro. 1861."; "Leonor : Drama em 4 actos / por Gaudencio Carneiro. Ponta Delgada : Typ. Minerva, 1884.". Adaptou o seguinte drama: "Os brilhantes do brasileiro : drama em 5 actos extrahido do romance com o mesmo titulo de Camillo Castelo Branco / adapt. Gaudencio Carneiro. [S.l. : s.n.]. 1902." e "Coisas deste mundo : factos originaes / por Gaudencio Carneiro. Porto : Typ. da Livraria Nacional. 1870." 